# Vingåker (comuna)
Vingåker (em sueco: Vingåkers kommun;  ouça a pronúncia) é uma comuna da Suécia localizada no condado da Södermanland.
Sua capital é a cidade de Vingåker. Possui 370 quilômetros quadrados e segundo censo de 2018, havia 9 136 habitantes.

## Localidades principais
Localidades com mais população da comuna (2019):

| # | Localidade | População |
| - | ---------- | --------- |
| 1 | Vingåker   | 4 739     |
| 2 | Högsjö     | 674       |
| 3 | Baggetorp  | 470       |

## Comunicações
A comuna de Vingåker é atravessada pela estrada nacional 52 (Nyköping – Kumla), assim como pela linha férrea ligando Estocolmo a Hallsberg.

## Património turístico
Alguns pontos turísticos mais procurados atualmente são:

- Reserva natural de Igelbålen (conhecida pelas sua orquídeas)